# Francesca Alotta
Francesca Alotta (Palermo, 1º gennaio 1968) è una cantante italiana.

## Biografia
Figlia d'arte (il padre era il noto cantante Filippo Alotta), inizia la sua attività di cantante come corista in dischi di vari cantanti italiani, tra cui Volano le pagine di Mietta, e come componente de Le Compilations, gruppo musicale femminile presente a Domenica in nelle edizioni tra il 1988 e il 1990. Nel 1991 vince il Cantagiro con Chiamata urgente. L'anno seguente vince il 42º Festival di Sanremo nella sezione "Novità" con Non amarmi in coppia con Aleandro Baldi. Dal suo primo album Francesca Alotta viene estratto il singolo Fragilità, con cui partecipa al Cantagiro.
Nel 1993 partecipa di nuovo al Festival di Sanremo con Un anno di noi e pubblica l'album Io e te, in coincidenza con la partecipazione a Domenica in come ospite musicale fissa assieme a Fiordaliso. Segue il lancio discografico in Giappone, con una raccolta, e a Cuba, dove resta per diversi mesi in vetta alle classifiche con Yolanda, in duetto con Augusto Enriquez dei Moncada. Tra il 1995 e il 1997 partecipa come ospite musicale a Buona Domenica. Nel 1997 esce Buonanotte alla luna, album comprendente brani già noti che hanno come oggetto la luna vede collaborazioni con Demo Morselli, Federico Salvatore e Loredana Bertè, che duetta con la Alotta in ...e la luna bussò. Nel 1999 è la protagonista del musical Cenerentola di Tony Cucchiara.
Nel 2004 partecipa al talent show Music Farm condotto da Amadeus, venendo eliminata dopo avere perso la sfida contro Marco Armani. Nel 2009 partecipa come concorrente al 10º Festival della nuova canzone siciliana con il brano Lassimi peddiri, mentre nel 2010 partecipa all'11º Festival della nuova canzone siciliana, nella categoria "Premio Sicilia", con la canzone Amuri miu. Nel 2014 e 2015 partecipa come ospite al programma televisivo d'intrattenimento musicale MilleVoci di Gianni Turco.
Nel 2018 pubblica il singolo Anima sola, in duetto con il cantautore Mauro Pina, e vince il Premio AFI alla carriera. Inoltre partecipa alla prima edizione di Ora o mai più, il nuovo talent show di Rai Uno, dove presenta un suo nuovo inedito.
Nel 2021, partecipa, come concorrente, alla nuova edizione di Tale e Quale Show, condotta da Carlo Conti su Rai 1.

## Discografia
Album in studio
- 1992 - Francesca Alotta
- 1993 - Io e te
- 1997 - Buonanotte alla luna
- 2006 - Canta il Natale con S. Alfonso
- 2018 - Anima mediterranea
- 2024 - Diversa

Singoli
- 1991 - Chiamata urgente
- 1992 - Non amarmi (con Aleandro Baldi)
- 1992 -  Fragilità
- 1993 - Un anno di noi
- 2005 - Non amarmi
- 2018 - Anima sola (con Mauro Pina)
- 2021 -  Diversa